# Sowjetischer Badmintonpokal 1981
Der Sowjetische Badmintonpokal 1981 wurde vom 13. bis zum 15. November 1981 in Tallinn ausgespielt.

## Die Sieger und Platzierten
| Disziplin  | Gold                                                                                      | Silber                | Bronze         |
| ---------- | ----------------------------------------------------------------------------------------- | --------------------- | -------------- |
| Herrenteam | Meteor Dnepropetrowsk Konstantin Vavilov Nikolay Peshekhonov Radiy Bilalov Viktor Samarin | Burewestnik Gorki     | MGU Moskau     |
| Damenteam  | DISI Dnepropetrowsk Nadezhda Litvincheva Alla Prodan S. Plotnik Irina Pologova            | Meteor Dnepropetrowsk | Enbek Kustanai |